# Bodaguru, Sidlaghatta
Bodaguru là một làng thuộc tehsil Sidlaghatta, huyện Kolar, bang Karnataka, Ấn Độ.